# Episema pulverulenta
Episema pulverulenta är en fjärilsart som beskrevs av Ramon Agenjo Cecilia 1936. Episema pulverulenta ingår i släktet Episema och familjen nattflyn. Inga underarter finns listade i Catalogue of Life.